# Blaustein
Blaustein (in alemanno Blauschdoi) è una città tedesca di 15 101 abitanti, situata nel land del Baden-Württemberg, nei pressi di Ulm.
Nel cimitero di Herrlingen, un distretto della città, è attualmente tumulata la salma del famoso generale tedesco Erwin Rommel.

## Storia
La comunità di Blaustein fu creata il 1º settembre 1968, quando le comunità Ehrenstein e Klingenstein vennero fuse insieme. Il nome venne creato in quel momento. Nel corso della riforma della comunità, Markbronn-Dietingen venne incorporata in Arnegg il 1º luglio 1971. Il 1º ottobre 1974, Bermaringen e Wippingen furono incorporate in Blaustein. Il comune di Blaustein ha ricevuto la sua forma attuale il 1º gennaio 1975 attraverso l'unione dei comuni di Arnegg, Blaustein e Herrlingen. La città conta dieci distretti.
Da semplice comune, Blaustein assunse lo status di città il 1º ottobre 2014.